# Jacopino Scipioni

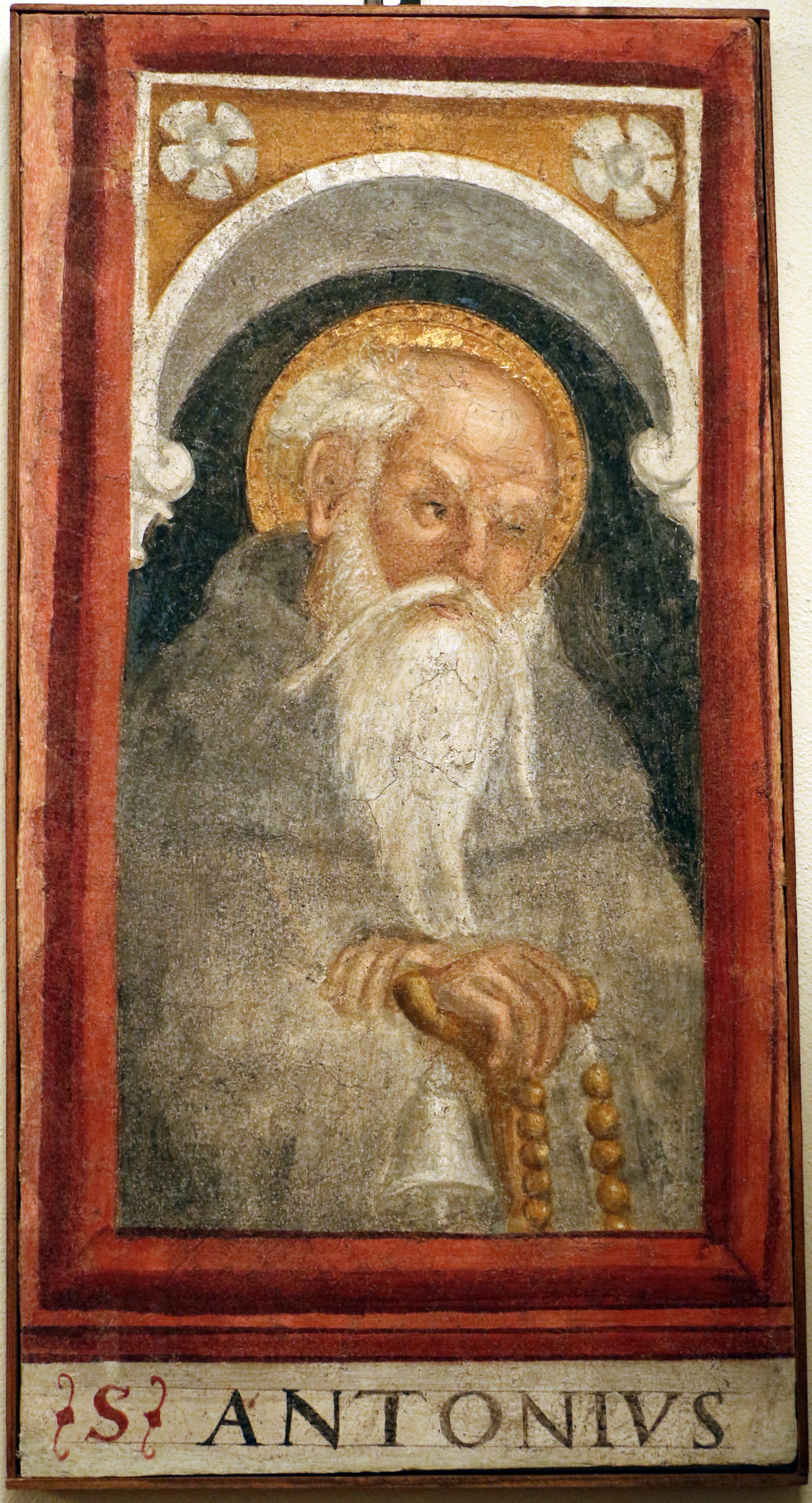
Jacopino de' Scipioni busti di santi, 1520 circa, Antonio abate, Parrocchiale di San Nicolò, Zanica (BG)

Jacopino de' Scipioni, o Giacomo della famiglia Baschenis (Averara, 1470 – 1532), è stato un pittore italiano.

## Biografia

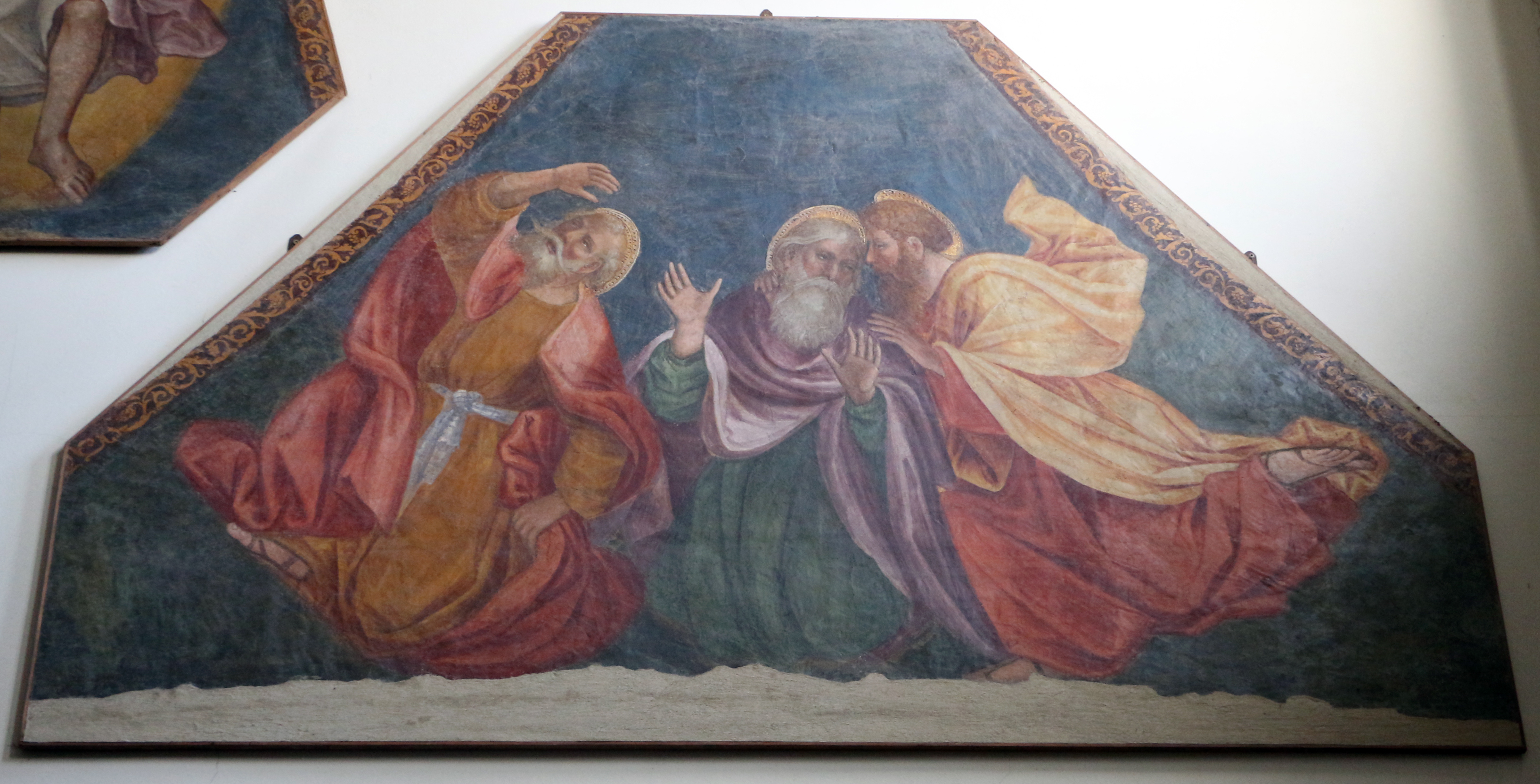
Jacopino de' Scipioni, gruppo dell'ascensione di Cristo, Parrocchiale di San Nicolò, Zanica - BG)

Appartenente alla famiglia Baschenis, nacque ad Averara o a Bergamo poco prima del 1470, figlio di magister Antonius de Baschenis de Averara pittore, e fratello di Battista pittore. Abbe inoltre un ulteriore fratello Bartolomeo dottore di medicina e Esteria, la sorella che era sposata con Giacomo de' Passeri di Suisio, un atto datato 1491 indica l'obbligo dei tre fratelli di versarle una dote di 190 lire imperiali. Secondo Pasino Locatelli, nel suo Illustri bergamaschi: pittori vi era un ulteriore figlio di nome Giacomo ma si tratta sempre di Giacomino o Jacopino pittore, che venne ciato con il diminutivo in quanto nipote di Giacomo. Jacopino apprese le prime nozioni di pittura nella bottega di famiglia, situata vicino alla chiesa di Santa Agata a Bergamo.
Dopo la morte del padre, Jacopino continuò l'attività di famiglia con il fratello maggiore che risulta essere abitator Pergami nella bottega posta vicino alla chiesa di Sant'Agata, come indicato in un atto di locazione, e iniziando l'attività artistica nel 1491, risultano infatti entrambi autori dei perduti affreschi del 1492 sulla volta della sagrestia nuova di Santa Maria Maggiore, dove Giacomo dipinse le figure e Battista i vari ornamenti manifestando già la sua grande capacità. Del 1494 sono i dipinti per la Chiesa di Santa Maria Immacolata delle Grazie. Nel 1499 realizzò la sua prima opera da solo, poi perduta, per la chiesa di Santo Stefano.
Realizzò una serie di decorazioni per la chiesa di Santa Agata.
La famiglia di commercianti di Paolo Casotti dei Casotti de Mazzoleni che abitava in via Pignolo al civico 70-72 era in quel periodo una delle più ricche di Bergamo. La commissione degli affreschi per la loro cappella in Santa Maria delle Grazie indica quanto fosse alta la considerazione della sua pittura, almeno fino a quando non arriverà il Lotto a dominare la scena artistica bergamasca.
Il ciclo degli affreschi rappresentanti Storie francescane, l'opera più importante del pittore, fu strappata nel 1865 per la riedificazione completa della chiesa. Conservata inizialmente in una collezione privata, acquisita poi dalla Provincia di Bergamo nel 2003, è esposta nel palazzo in via Torquato Tasso. 
La pittura di Scipioni era considerata integralmente quattrocentesca e mostra una sobrietà accompagnata a una grande naturalezza di espressione. Essa piacque tanto che nel 1509 i disciplini della chiesa della Santissima Trinità gli commissionarono una copia identica a quella di Santa Maria delle Grazie, ma anche questa è perduta. 

La sua arte piacque molto, rappresentando l'alfabetizzazione religiosa d'immediata comprensione, secondo le direttive dei francescani di Bergamo. Essi avevano anche la confraternita dell'Immacolata Concezione, per la quale lo Scipioni realizzò l'Ancona dell'Immacolata per la chiesa di San Francesco. La descrizione di quello che doveva essere l'altare dell'Immacolata ricorda proprio l'ancona dorata dell'Immacolata con le sei figure di santi, presente della chiesa di Sant'Agata in Carmine.

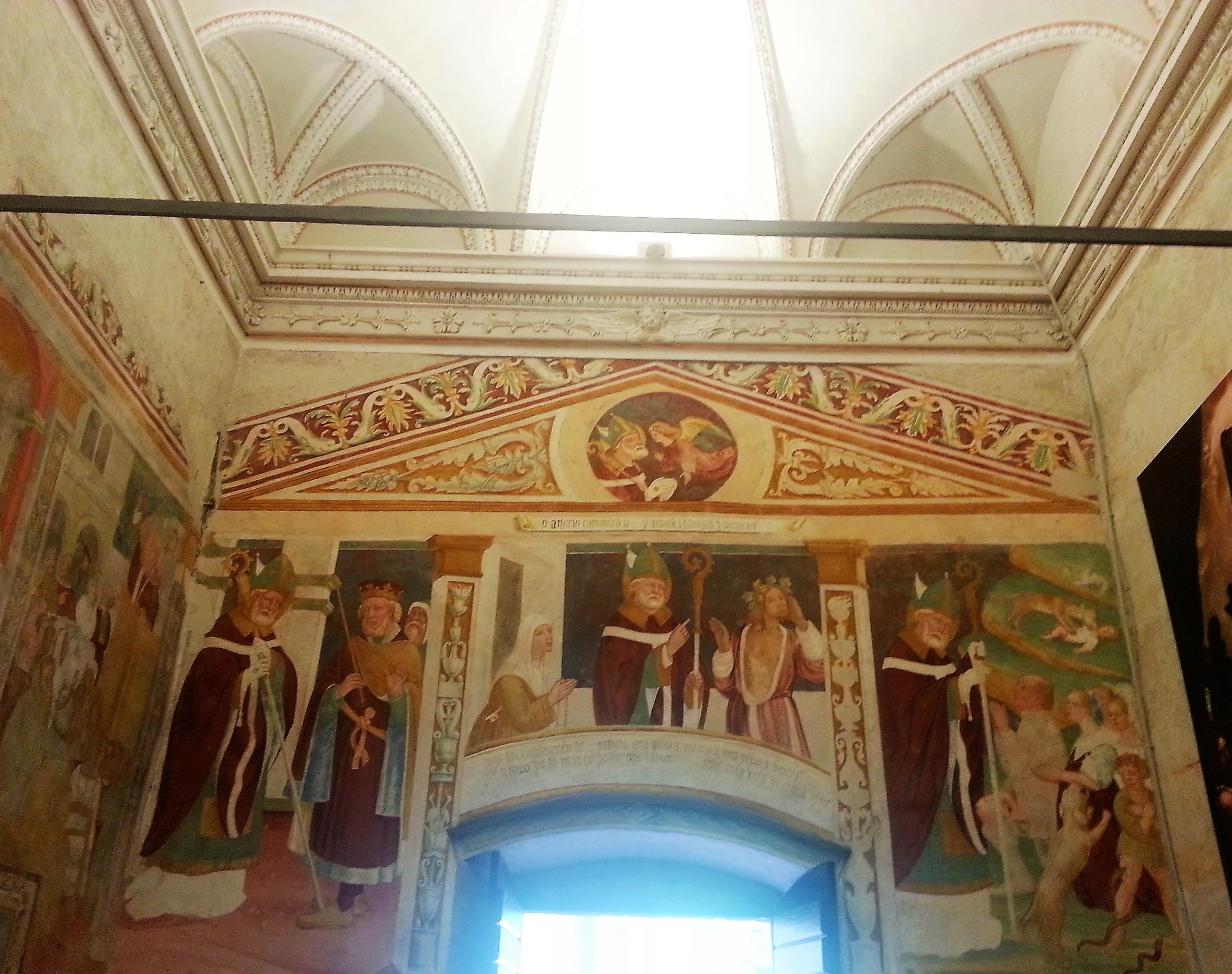
Storie della vita di san Patrizio-Jacopo Scipioni

Lo Scipioni fu presente nel 1511, quale testimone, nel Capitolo della chiesa di sant'Agostino e a lui vengono assegnati gli affreschi raffiguranti i Profeti nel sottarco della cappella intitolata a sant'Antonio.
Nel 1513 venne invitato, dai padri domenicani del monastero di Santo Stefano, a eseguire la Pala Martinengo, che verrà poi realizzata dal Lotto.

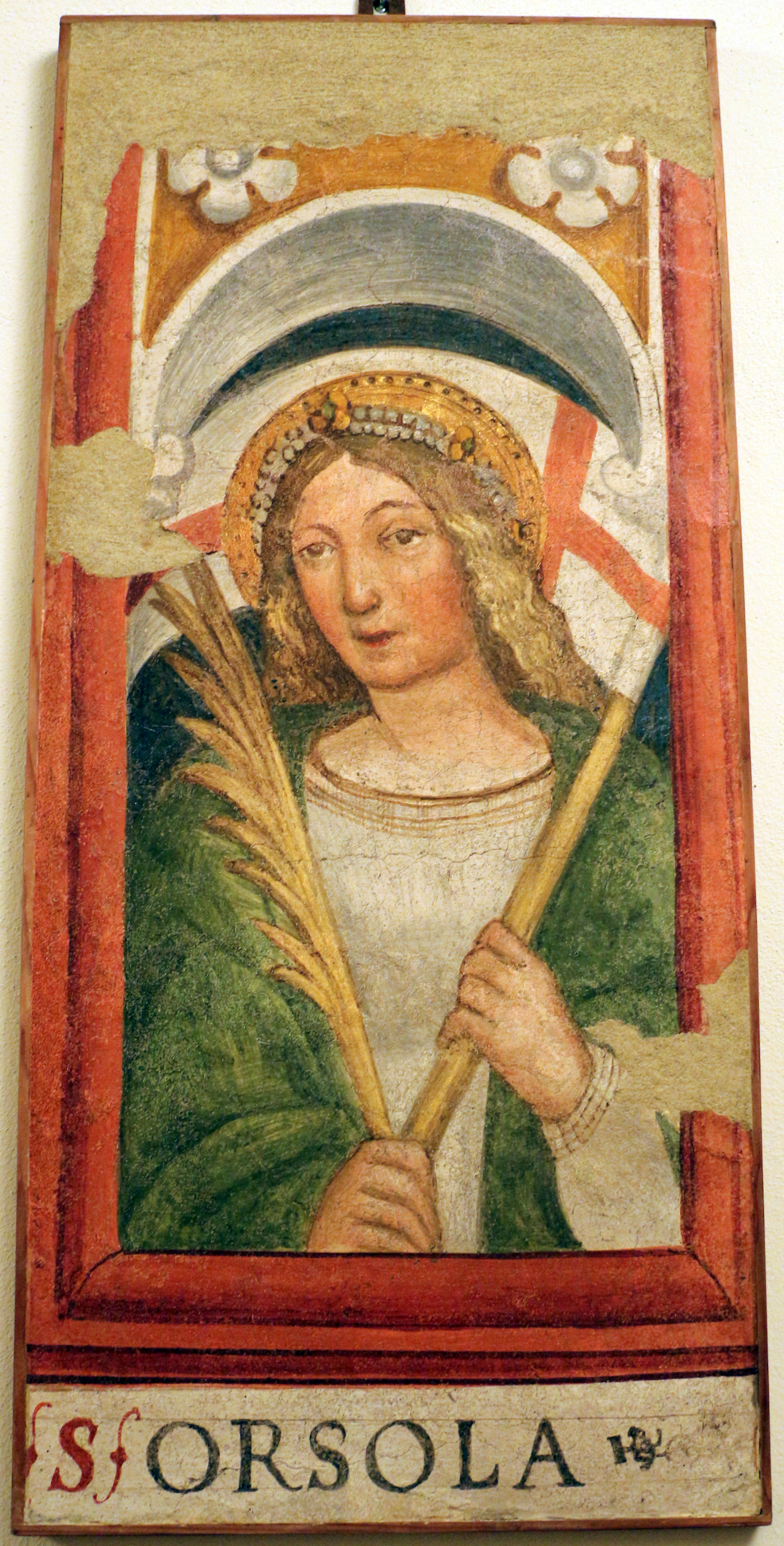
busti di santi -S. Orsola, Parrocchiale di San Nicolò (Zanica-BG)

Delle sue qualità come scultore, rimane anche la commissione della decorazione in terracotta della cappella del “Corpo di Cristo” di Sant'Alessandro in Colonna, come indicato dalla storica Francesca Cortesi Bosco.
 Del 1514 risultano essere i dipinti raffiguranti le Storie di san Patrizio per il santuario di San Patrizio a Colzate. Del medesimo anno risulta l'ancona conservata presso la sacrestia della chiesa di Sant'Alessandro della Croce raffigurante sant'Antonio da Padova tra i protomartiri del Marocco con allegata la predella che racconta la vita del santo, anche questa proveniente dalla cappella intitolata a san Gerolamo della chiesa di Sant'Agostino. La pala era stata commissionata da Pellegrino Ficieni nel testamento del 14 ottobre 1514, documento che riporta la signa J S P. Questo conferma di quanto fosse stretto il legame tra l'artista e i frati del convento agostiniano.

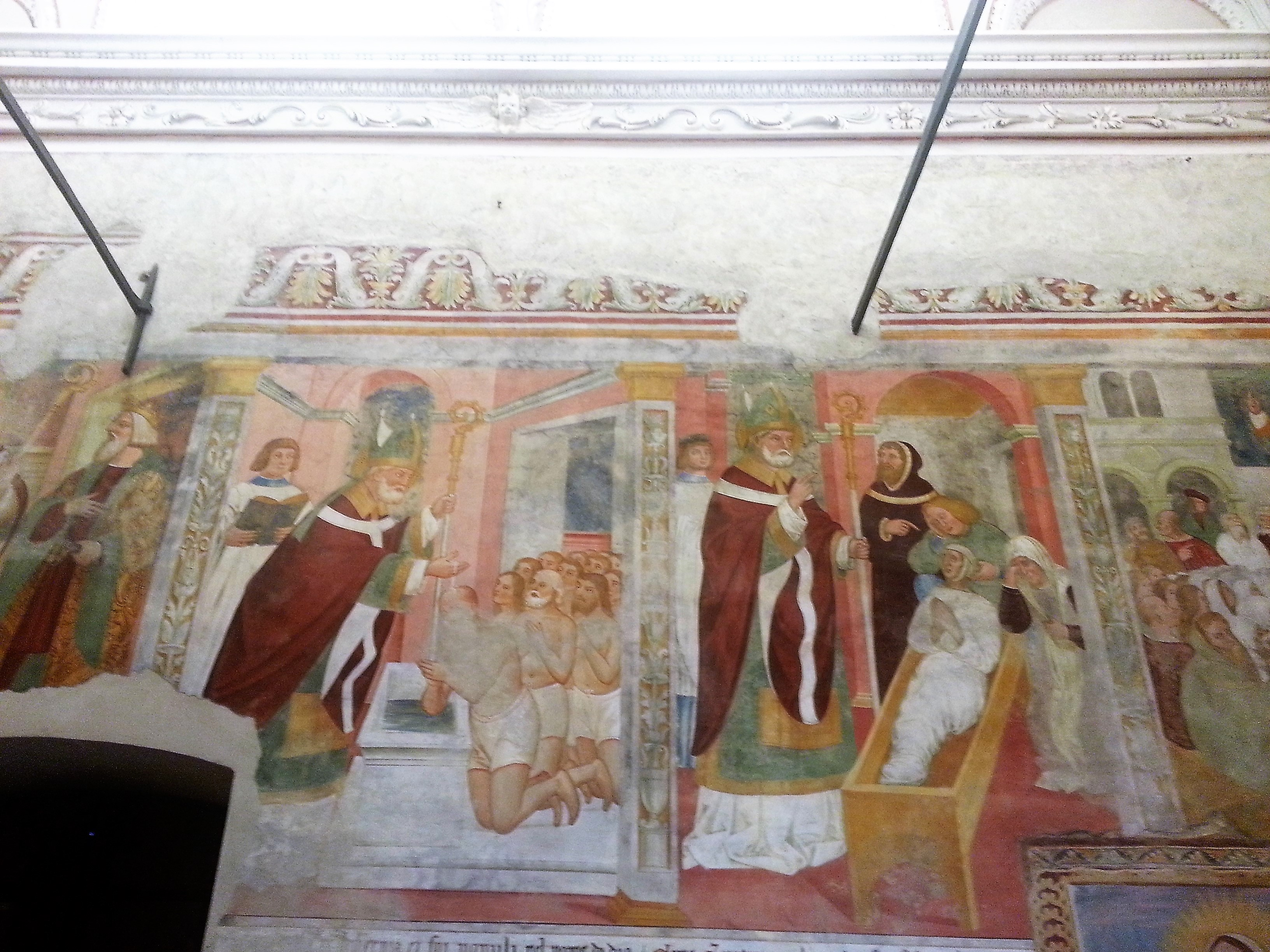

Lo Scipioni ebbe un ruolo rilevante nell'ambiente artistico per almeno una quarantina d'anni, uno degli ultimi a parlare il linguaggio tradizionale milanese, fino a che non arrivarono i nuovi pittori veneti che sovvertirono e cambiarono la rappresentazione artistica della bergamascaː Lorenzo Lotto, Giovanni Cariani, Andrea Previtali.
Risulta ancora artisticamente molto attivo nel 1529 quando riceve la commissione per la pala d'altare della cappella di Sant'Esteria da realizzare per la chiesa di Sant'Alessandro poi conservata nella chiesa di San Pancrazio. Realizzò con Gerolamo Colleoni gli affreschi della chiesa di San Giovanni Evangelista presente nella Cittadella viscontea nel 1526.
Si sposò due volte ed ebbe cinque figli, solo uno gli sopravvisse, Giuseppe, che continuò a lavorare nella bottega paterna. Sopravvissuto alla peste nel 1529 redasse il suo primo testamento; sembra che continuò a lavorare fino alla sua morte sopravvenuta nel 1532. Lasciò erede testamentario il figlio Cristoforo nato dal primo matrimonio con Pace di Terno d'Isola, e ugualmente erede il futuro nascituro se fosse stato maschio della seconda moglie Orsola de' Canestri dalla quale erano nate già due figlie femmine, Serafina e Simona. Risulta che fosse ancora vivo il 13 marzo 1532 come da un atto di cessione della sua bottega di pittura a Giacomo Quarenghi, creditore della Misericordia Maggiore di Bergamo nel mese di luglio per lavori eseguiti in quel periodo, si ritiene quindi che morì nel quarto trimestre del medesimo anno.

## Opere
Alcune delle opere eseguite dall'artista:
- Ancona per la chiesa di Santo Stefano, per la congregazione della Santa croce, 1499 opera distrutta;[14]
- Affreschi per la sacrestia della basilica di Santa Maria Maggiore, 1499;
- Stemmi dei rettori veneziani sul palazzo del Podestà, 1503;
- Affreschi per la cappella intitolata a san Marco per la chiesa di Sant'Agostino su commissione del frate Giacomo Filippo Foresti; risulta che l'artista avesse avuto contatti per la realizzazione della seconda cappella intitolata al santo nel 1506;
- Affreschi raffiguranti Storie Francescane per la cappella di santa Maria delle Grazie ora nel Palazzo della Provincia, commissionati da Zovanino e Paolo Casotti, 1507;
- Pala di santa Esteria per la chiesa di Sant'Alessandro poi nel duomo di Bergamo indicata in condizioni pessime, conservata nella chiesa di San Pancrazio;
- Pala Sant'Apollonia tra i santi Lorenzo e Defendente per la chiesa di San Bernardino in via Pignolo, opera trafugata nel 1986, 1509,
- Dipinti raffiguranti sant'Agostino e sant'Ambrogio per la chiesa di Sant'Agostino, 1510-1511;
- La realizzazione o solo la pittura dell'Ancona dell'Immacolata per la chiesa di San Francesco ora conservato nella chiesa di Sant'Agata nel Carmine, 1510 circa;
- Affreschi sulla vita di san Patrizio per la Santuario di San Patrizio di Colzate, 1514;
- Affreschi nella cappella del chiesa di San Benedetto di Bergamo, 1510-1515;
- Ancona Sant'Antonio da Padova tra i promartiri del Marocco per la chiesa di Sant'Agostino poi conservato nella sacrestia della chiesa di Sant'Alessandro della Croce,  1514;
- Affreschi per la chiesa di Santa Maria Assunta di Endenna, 1515;
- Affreschi con le storie di santa Caterina d'Alessandria per la chiesa di Santa Caterina di Tremozia a Almenno San Bartolomeo, 1516;
- Pala Martirio di sant'Apollonia nella chiesa di Sant'Agata nel Carmine, 1510-1520;
- Pala della Crocifissione per la chiesa della Maria Assunta di Grassobbio, 1526;
- Ciclo di affreschi per la chiesa di San Nicolò di Zanica, conservato nella sacrestia, 1526-1529